# Cycle de Kondratiev
 (février 2022).
Si vous disposez d'ouvrages ou d'articles de référence ou si vous connaissez des sites web de qualité traitant du thème abordé ici, merci de compléter l'article en donnant les références utiles à sa vérifiabilité et en les liant à la section « Notes et références ».
Un cycle de Kondratiev, ou vague de Kondratiev, serait, dans un système économique capitaliste, un cycle économique de l'ordre de 40 à 60 ans aussi appelé cycle de longue durée. Conjecturé dès 1926 par l'économiste Nikolaï Kondratiev dans son ouvrage Les vagues longues de la conjoncture, il présenterait deux phases distinctes : une phase ascendante (phase A) et une phase descendante (phase B).

## Concept originel
Selon Kondratiev, la phase ascendante s’accompagne progressivement d’un excès d’investissement réalisé par les entreprises pour faire face à la concurrence, ce qui provoque une hausse des prix, les entrepreneurs répercutant leurs coûts de production sur les produits, et des taux d'intérêt qui augmentent face à une forte demande de la monnaie. Il s'ensuit donc un déclin de l’activité économique durant lequel les prix baissent, en raison d'un excès de l'offre et d'une baisse de la demande, ainsi que les taux d'intérêt, la baisse de la consommation et des investissements entraîne une baisse de la demande de monnaie, ce qui permet une purge du système et prépare le terrain pour une nouvelle phase de croissance.
Le cycle qui nous intéresse ici est le « troisième Kondratieff » : de 1890 jusqu’en 1948 et qui eut son apogée en 1928. C’est dire qu’il y a cent ans, les sociétés industrialisées se trouvaient immergées dans un processus de diffusion d’un nouveau système technologique fondé sur une série de progrès scientifiques et techniques de toute première ampleur : l’industrie chimique à grande échelle, la sidérurgie et la métallurgie de précision, l’automobile et surtout l’électricité et la très large gamme de produits qui en était dérivée.
Pour chacun des cycles, il identifie trois phases :
- la période d’expansion (20 ans) = phase A pour Simiand,
- le plateau ou récession primaire (10 ans),
- la période de dépression (20 ans) = phase B.

Selon lui, les mouvements de l’économie ont trois caractéristiques : ils affectent l’ensemble des activités économiques, ils affectent tous les pays et l’indicateur pour identifier ces mouvements est le prix. (phase A = période de hausse des prix, phase B = période de baisse des prix).
Dans ses travaux, il voit trois cycles longs :
- 1er cycle : 1790 - 1849 : phase A qui dure jusqu'en 1814, phase B de 1814 à 1849,
- 2e cycle : 1849 - 1896 : phase A dure jusque 1873 = augmentation de la production et faibles taux d’intérêt. Phase B de 1873 à 1896 = Grande Dépression (déflation et dépression),
- 3e cycle : 1896 - ... : phase A dure jusque 1920, phase B de 1920 à ... .

Il ne verra pas la fin du cycle qui porte son nom du fait de sa déportation en camp de concentration destiné au travail forcé.

## Ajout de Schumpeter

Succession des 5 cycles identifiés de Kondratief

Peu satisfait par cette explication, Joseph Schumpeter propose une autre théorie pour expliquer l'alternance des phases A et B. Il relie les fluctuations de l'économie à l’apparition d’innovations majeures qui surviennent par « grappes » donc au progrès technique. Ainsi, selon lui, la phase A correspond à la période de diffusion et d'amortissement des nouvelles innovations. Durant cette période, la demande de biens est forte, ce qui permet une augmentation générale de la production et assure donc la croissance économique. Peu à peu, lorsque les agents économiques sont équipés en nouveaux produits, la demande baisse, alors que la concurrence entre les entreprises est de plus en plus rude. On parvient alors au point de retournement du cycle. La phase B correspond à l’élimination des stocks, à la fermeture des entreprises et des filières les moins rentables, ce que Schumpeter appelle le phénomène de « destruction créatrice » et à la préparation d’une nouvelle vague d’innovations.

## Les 5 cycles d'innovation
Cinq cycles d'innovation ou mini révolutions industrielles correspondant aux cinq cycles de Kondratiev ont été proposés, avec des variantes et des contestations  : 
- premier cycle, 1785-1845  : première révolution industrielle, énergie hydraulique, industrie textile et industrie du fer ;
- second cycle, 1845-1900 : machines à vapeur[note 1],  chemins de fer , acier ;
- troisième cycle, 1900-1950 : électricité, industrie chimique et moteur à combustion interne ;
- quatrième cycle 1950-1990 :  industrie pétrochimique, électronique et aviation ;
- cinquième cycle, 1990- ... : technologies de l'information et de la communication, avec les réseaux numériques, les logiciels et les nouveaux médias[4].

## Modifications récentes de la théorie de Kondratiev

### La contestation des cycles longs économiques par les cycles longs politiques
La théorie des cycles longs a tendance à produire de nombreux débats durant les périodes dites de « récession économique », alors que durant les périodes de croissance longue l'intensité des débats diminue plutôt. Depuis les années 1970 et surtout 1980, les débats ont repris alors qu'ils s'étaient relativement estompés entre 1945 et 1970. Il est discutable de savoir si la période depuis 1967 (Halte à la croissance ?), 1971 (fin de la convertibilité-or du dollar), 1973 (premier choc pétrolier) est une période de récession longue. L'économie américaine a connu de forts gains de productivité ainsi qu'une période de croissance économique d'une longueur jusqu'ici inconnue, à partir des années 1980. Quant à l'Asie, elle a commencé à décoller depuis ce moment. Mais l'Europe a effectivement expérimenté des problèmes de chômage de masse et de ralentissement de la croissance très importants depuis les années 1970. Or, la théorie des cycles longs a alors connu une embellie mais dans de toutes autres directions que jusqu'ici. Il s'agit de cycles longs politiques et non seulement économiques. Il ne s'agit pas seulement de cycles longs des opinions politiques, mais de cycles engageant le monde entier via leur dimension géopolitique. Ainsi, Modelski (1983) et Goldstein (1988) font une interprétation de Kondratiev. Selon eux, existent parallèlement aux cycles longs économiques de Kondratiev des cycles hégémoniques plus longs ; un cycle hégémonique dure deux cycles de Kondratiev successifs (120 ans) selon Modelski ou deux à trois cycles (150 ans) selon Goldstein.

### Approches néo-schumpéteriennes contre les explications données par la théorie du système mondial
En réalité, en Europe proprement dite, la théorie des cycles longs hégémoniques d'après Modelski et Goldstein a eu longtemps moins de succès dans les Universités qu'un débat partant toujours davantage des cycles longs économiques d'une durée approximative de 50 ans, que des cycles longs politiques de plus de 100 ans. 
Elle a opposé depuis les années 1970 et surtout 1980, les auteurs néo-schumpétériens d'un côté, les défenseurs de la théorie du système mondial de l'autre. 
Il est vrai que ces derniers acceptent l'idée de cycles longs politiques plus longs que les cycles longs économiques de Kondratiev. 
Parmi les néo-schumpétériens, Kleinknecht fait des vérifications économétriques de la théorie de Kondratiev, pays par pays, et aboutit à la conclusion qu'on peut considérer cette théorie comme largement vérifiée empiriquement. 
D'un autre côté, des tenants de la théorie du système mondial constatent que cette théorie n'oppose pas seulement pays développés d'un côté, pays en développement de l'autre côté, mais aussi que dans les pays développés eux-mêmes à travers la mise en place de systèmes de construction des qualifications adaptés, le cycle long et le système mondial propagent tout naturellement les inégalités de revenus et de dotations en facteurs, entre régions voisines, en fonction de la division internationale du travail. Gerhard Mensch peut servir en partie de lien entre ces théories. 
D'une part il défend l'idée des néo-schumpétériens d'une explication des cycles longs par l'innovation. Mais d'autre part, puisqu'il explique que les innovations, grâce à des systèmes de crédit adaptés à une conscience de l'évolution collective, peuvent exister en période d'expansion aussi bien qu'en période de récession, il justifie le fait que des innovations peuvent être prises en charge par le secteur public. 
Mais ceci peut également s'expliquer par la nature de l'innovation, en effet, celles-ci représentant des coûts fixes pour la firme - notamment en R&D -, impliquant ainsi un processus de destruction créatrice expliquant le phénomène d'innovation en phase B de cycle Kondratiev observé par Mensch.

### Investigations méthodologiques
Admettons que les constats établis aux premiers temps de la théorie des cycles longs économiques (début du XXe siècle et même un peu avant), montrent des points d'appuis pour construire des systèmes statistiques en vue de vérifier la théorie. 
Quels sont ces points d'appuis ? D'une part les secteurs économiques différents véhiculeraient des différentiels de productivité. C'est grâce à la connaissance de ces différentiels que l'on pourrait comprendre comment le crédit se diffuse d'un secteur de l'économie à l'autre afin de nourrir la croissance. 
Mais, si on raisonne non pas du point de vue sectoriel mais du point de vue national, on n'aura pas cette subtilité. Or, c'est cette subtilité qui permet de construire des systèmes économétriques afin de résoudre la question posée. Si on ne peut comprendre le phénomène de la croissance sur le long terme seulement au niveau national, mais qu'il faut passer au niveau mondial pour avancer vers la solution, comment procéder au niveau mondial du point de vue de la méthode ? Il faudrait, pour espérer y parvenir, résoudre à nouveau une question de méthode. 
En effet, les premières théories des cycles longs ont étudié plutôt la question des variations de prix pour chaque pays, et ont posé des méthodes afin d'intégrer la question des quantités ou des revenus. En fait, au niveau mondial, il est presque impossible de comparer directement les prix, mais on n'aborde pas non plus directement la question des quantités, on passe par le produit (plutôt que par la quantité agrégée). 
Or, il est difficile en une seule phrase de dire exactement quel produit amène l'économie mondiale. Comme les agents économiques doivent quand-même prendre des décisions en temps réel, on peut sans doute considérer que le système monétaire - bien davantage que l'économie réelle - doit absorber les fluctuations de toutes sortes de l'économie afin d'assurer le système économique, ceci au niveau mondial. 
Statistiquement, si on devait reconstruire une méthode afin d'examiner une théorie des cycles longs non pas adaptée à la période de l'après-guerre et Bretton Woods, mais à celle de la mondialisation, comment faire ? Comment assurer les évolutions économiques et sociales afin de prendre en compte à la fois l'aspect général de l'économie, au niveau national ou régional (Union Européenne, États-Unis, etc.) où le droit et l'économie n'entrent pas en contradiction par principe, et au niveau des secteurs d'activité où, par contre, s'expriment des différentiels de productivité importants qui génèrent des effets d'évictions importants aussi, et des inégalités de revenus entre pays et régions. 
Pour y parvenir tout en tenant compte des anticipations, il faut un troisième terme. On peut considérer que ce troisième terme pourrait être constitué par le système social... ainsi que par l'évolution sociale mondiale. 
Maintenant, le vrai problème de méthode est que dans une économie très financiarisée, le social n'est peut-être pas l'horizon final pour les décideurs, mais seulement un point sous-jacent de l'évolution collective, qui leur sert à construire de nouveaux contrats en vue de réaliser du profit. Il faudrait créer des systèmes de régressions statistiques en utilisant le social comme support de régression, tout en résolvant le problème de méthode : à tout moment, comment ajuster l'aspect général de l'économie (où l'économie et le droit ne sont pas en conflit), et l'aspect des secteurs, des organisations et des stratégies privées, qui créent de constants conflits d’intérêts.

### Une approche francophone des cycles longs
En fait, l'Ecole française a depuis longtemps développé une approche originale. À mi-chemin entre le système économique et le système politique, il y a le système monétaire. C'est pourquoi les cycles longs peuvent être considérés en fait comme des cycles longs monétaires. En particulier Marjolin, Imbert, Dupriez, Jourdon ont illustré cette approche.